# Simone Petersen
Simone Cathrine Petersen (født 28. august 1997 i Ringsted) er en dansk håndboldspiller, der spiller playmaker for danske Herning-Ikast Håndbold i Damehåndboldligaen og Danmarks kvindehåndboldlandshold. Hun har tidligere spillet for den tyske klub TuS Metzingen. Hun er gentagne gange betegnet som et stort talent. Datter af Helle Petersen og Jan Petersen

## Karriere
Simone Petersen begyndte at spille håndbold i fødebyen Ringsted, og mens hun gik på Københavns Idrætsefterskole, spillede hun i den nærliggende klub Ydun. Derefter kom hun til FC Midtjylland, hvor hun gik på sportscollege sideløbende med håndboldspillet. Hun spillede primært på FCM's ungdomshold, men hun fik allerede som 17-årig debut på klubbens seniorelitehold. Sæsonen 2014-15 var stor for Simone Petersen, idet hun havde del i seks guldmedaljer: Pokalsejr og DM med U/18, pokalsejr og DM med klubbens seniorhold, sejr i EHF Cup Winners' Cup samt EM-guld for U/19-landsholdet.
I sommeren 2017 skiftede hun til den nydannede klub Aarhus United. Her blev hun snart en vigtig spiller med gode præstationer, og i den første sæson var hun blandt andet med til at vinde bronze i pokalturneringen efter sejr over sin gamle klub FCM.
I sommeren 2019 skiftede hun til den tyske Bundesliga hvor hun spillede for TuS Metzingen, i en enkelt sæson.
Hun skiftede i 2020, tilbage til Herning-Ikast Håndbold i den danske liga og forlængede også hendes kontrakt i oktober 2023, med yderligere en sæson.
Simone Petersen har spillet på flere ungdomslandshold og var i 2015 med til at vinde EM for U/19.
Hun fik officielt debut på det danske A-landshold den 18. marts 2021 i Créteil, mod Frankrig. Hun blev i november samme år, udtaget af den nye landstræner Jesper Jensen, til den endelige spillertrup ved VM håndbold 2021 i Spanien. Ved samme lejlighed, vandt hun bronze.